# Алехандро Герра
Алехандро Герра (ісп. Alejandro Guerra, нар. 9 липня 1985, Каракас) — венесуельський футболіст, захисник клубу «Палмейрас».
Виступав, зокрема, за клуб «Каракас», а також національну збірну Венесуели.

## Клубна кар'єра
Народився 9 липня 1985 року в місті Каракас. Вихованець футбольної школи клубу «Каракас». Дорослу футбольну кар'єру розпочав 2002 року в основній команді того ж клубу, в якій провів один сезон, взявши участь лише у 2 матчах чемпіонату.
Протягом 2003—2004 років на правах оренди перебував у клубі «Хувентуд Антоніана».
У 2004 році повернувся до клубу «Каракас». Цього разу відіграв за команду з Каракаса наступні шість сезонів своєї ігрової кар'єри.
Згодом з 2010 по 2014 рік грав у складі команд клубів «Депортіво Ансоатегі» та «Мінерос де Гуаяна».
У 2014 орендований клубом «Атлетіко Насьйональ». За який відіграв два сезони, причому останній, як основний гравець.
З 2017 захищає кольори бразилійського клубу «Палмейрас».

## Виступи за збірну
2006 року дебютував в офіційних матчах у складі національної збірної Венесуели. Наразі провів у формі головної команди країни 55 матчів, забивши 4 голи.
У складі збірної був учасником розіграшу Кубка Америки 2007 року у Венесуелі, Кубка Америки 2015 року у Чилі, Кубка Америки 2016 року у США.

### Голи у складі збірної
| #   | Дата              | Супротивник  | Рахунок | Результат | Турнір                            |
| --- | ----------------- | ------------ | ------- | --------- | --------------------------------- |
| 01. | 14 січня 2007     | Швеція       | 1:0     | 2:0       | Товариський матч                  |
| 02. | 8 вересня 2007    | Парагвай     | 3:2     | 3:2       | Товариський матч                  |
| 03. | 20 листопада 2009 | Болівія      | 3:3     | 5:3       | Чемпіонат світу 2010 кваліфікація |
| 04. | 11 червня 2011    | Мексика U-22 | 0:1     | 0:3       | Товариський матч                  |

## Титули і досягнення

### Клубні
- «Каракас»

Чемпіон Венесуели (5): 2004, 2006, 2007, 2009, 2010
Володар Кубка Венесуели (1): 2009
- «Мінерос де Гуаяна»

Володар Кубка Венесуели (1): 2011
- «Атлетіко Насьйональ»

Чемпіон Колумбії (2): 2014-I, 2015-II
Переможець Суперліги Колумбії (1): 2016
Володар Кубка Колумбії (1): 2016
Володар Кубка Лібертадорес (1): 2016
- «Палмейрас»

Чемпіон Бразилії (1): 2018

### Збірні
- Срібний призер Ігор Центральної Америки та Карибського басейну: 2006